# Дубровиця (річка)
Дубровиця, Лісовиця — річка в Україні, у Мукачівському районі Закарпатської області. Ліва притока Латориці (басейн Дунаю).

## Опис
Довжина річки 12 км, похил річки — 56 м/км. Площа басейну 27,5 км².

## Розташування
Бере початок на південно-західних схилах вершини Дехманів (1017,6 м). Тече переважно на південний захід і на північному заході від Буковинки впадає в річку Латорицю, ліву притоку Бодрогу. 
Населені пункти вздовж берегової смуги: Бистриця.